# Mamfe jezici
Mamfe jezici (privatni kod: mamf), podskupina južnih bantoid jezika iz Kameruna. Obuhvaća svega 3 jezika s nešto preko 77.000 govornika, to su:
- denya [anv], 11.200 (1982 SIL).
- kendem [kvm], 1.500 (2001 SIL).
- kenyang [ken], 65.000 (1992 SIL).

## Vanjske poveznice
- Ethnologue (14th)
- Ethnologue (15th)